# بریجپرت (نبراسکا)
بریجپرت(به انگلیسی: Bridgeport) شهری در ایالت نبراسکا کشور ایالات متحده آمریکا است که جمعیت آن در سرشماری سال ۲۰۱۰ میلادی، ۱٬۵۴۵ نفر بوده‌است.